# Figura św. Floriana w Nowej Rudzie
Figura św. Floriana w Nowej Rudzie – rzeźba św. Floriana w Nowej Rudzie.
Figura została wykonana przez nieznanego rzeźbiarza, być może Michaela Ignatza Klahra w 1756 r. z piaskowca. Konchową (muszlową) misę z czerwonego piaskowca wieńczy cokół z figurą, który zdobi inskrypcja po łac. ECCE S. FLORIANVM ARDEAT/ Oto św. Florian w płomieniach, z datą postawienia w chronostychu: MDCCLVI - 1756. Pierwotnie figura stała w środku rynku; w 1855 r. podczas brukowania została przeniesiona na skwer przed zamkiem, skąd ostatecznie w 1908 r. umieszczono ją na nowym cokole z fontanną w narożniku ratusza.

## Zobacz też

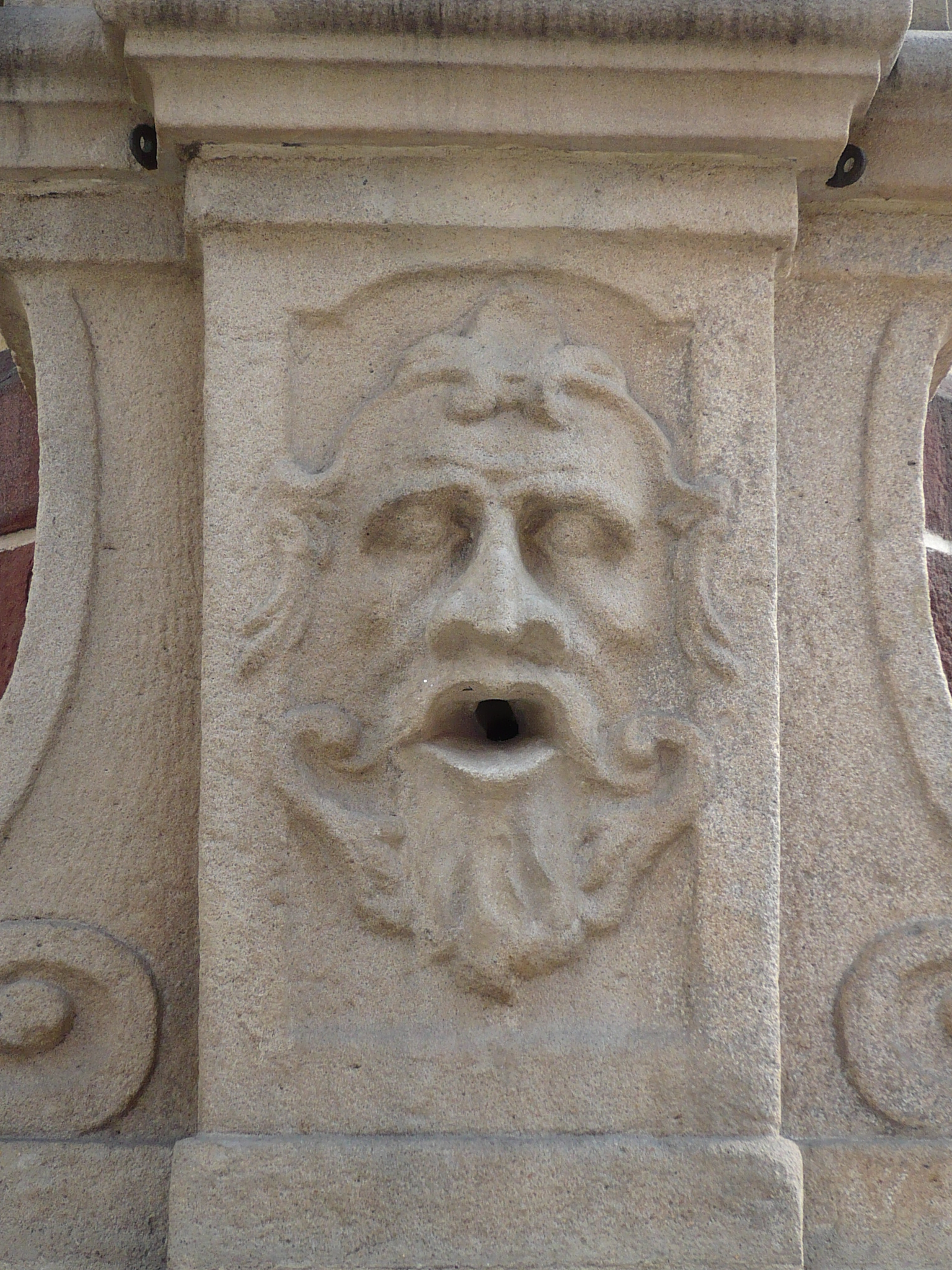
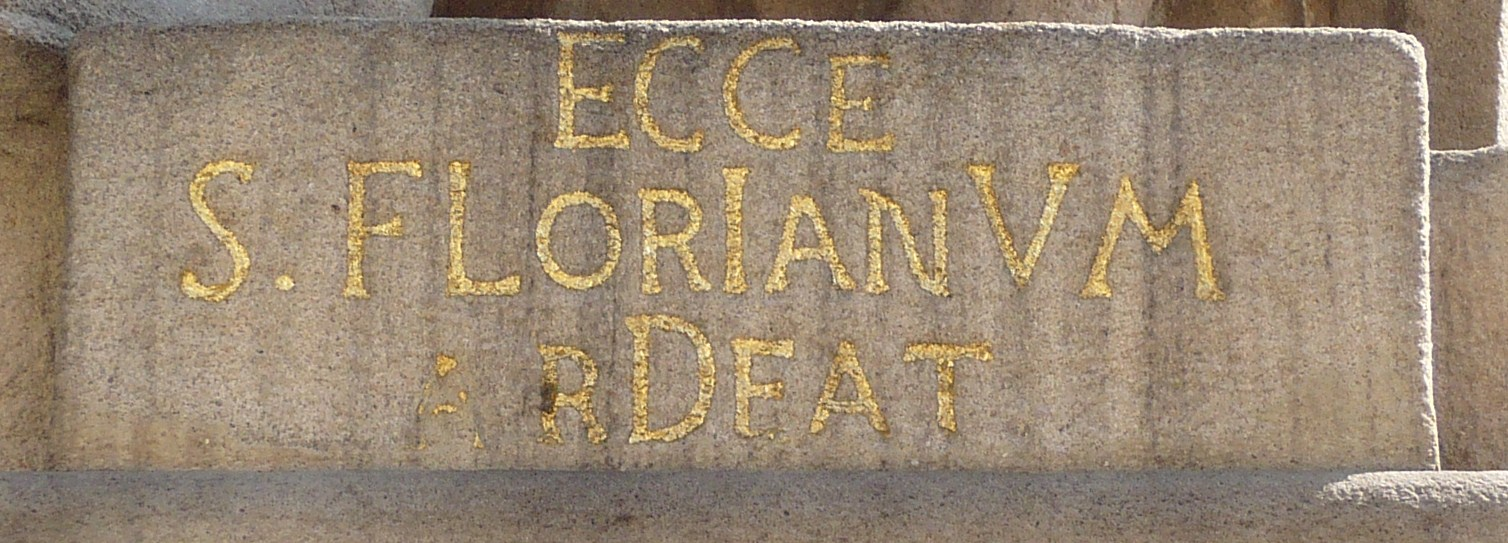
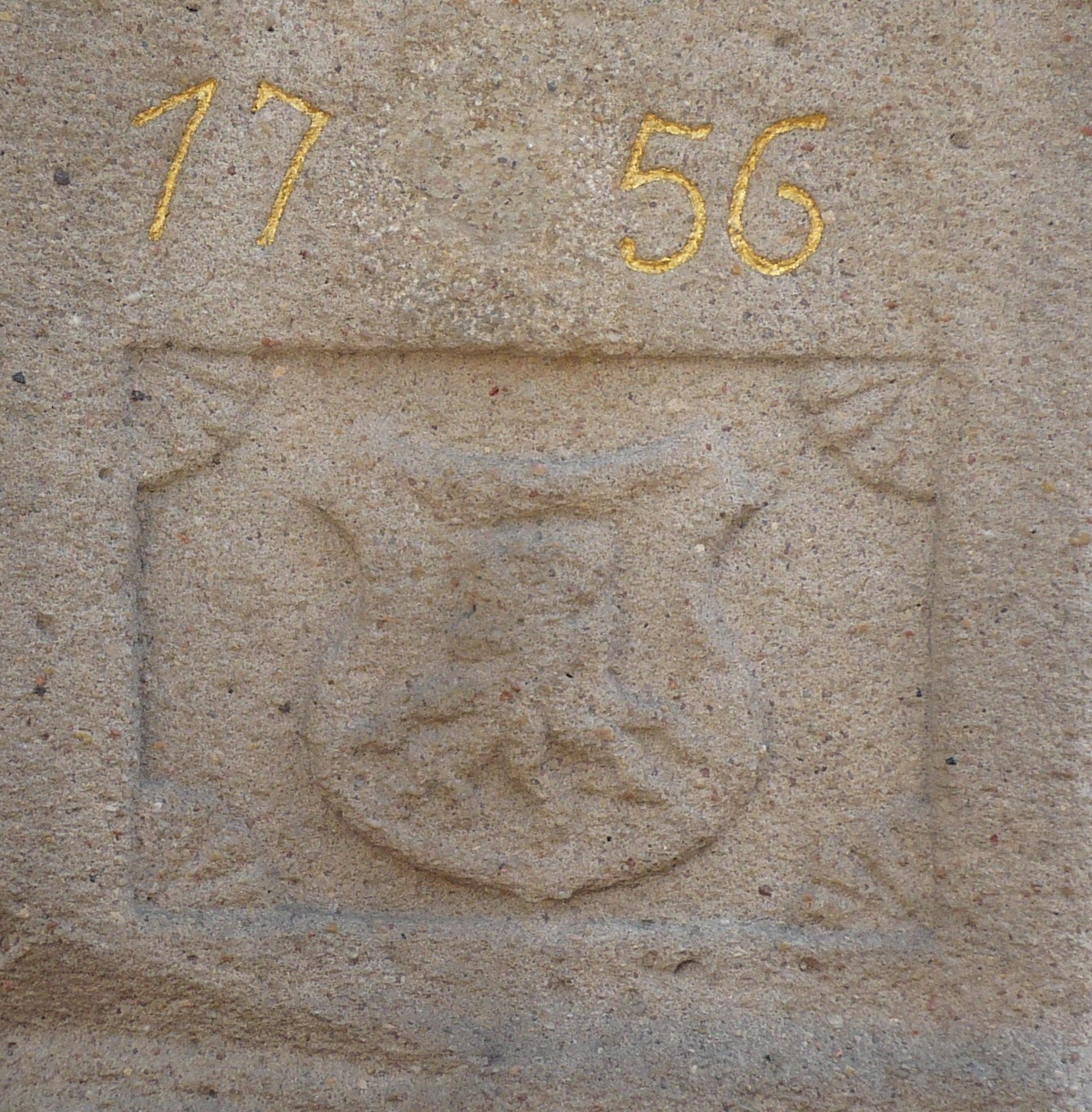
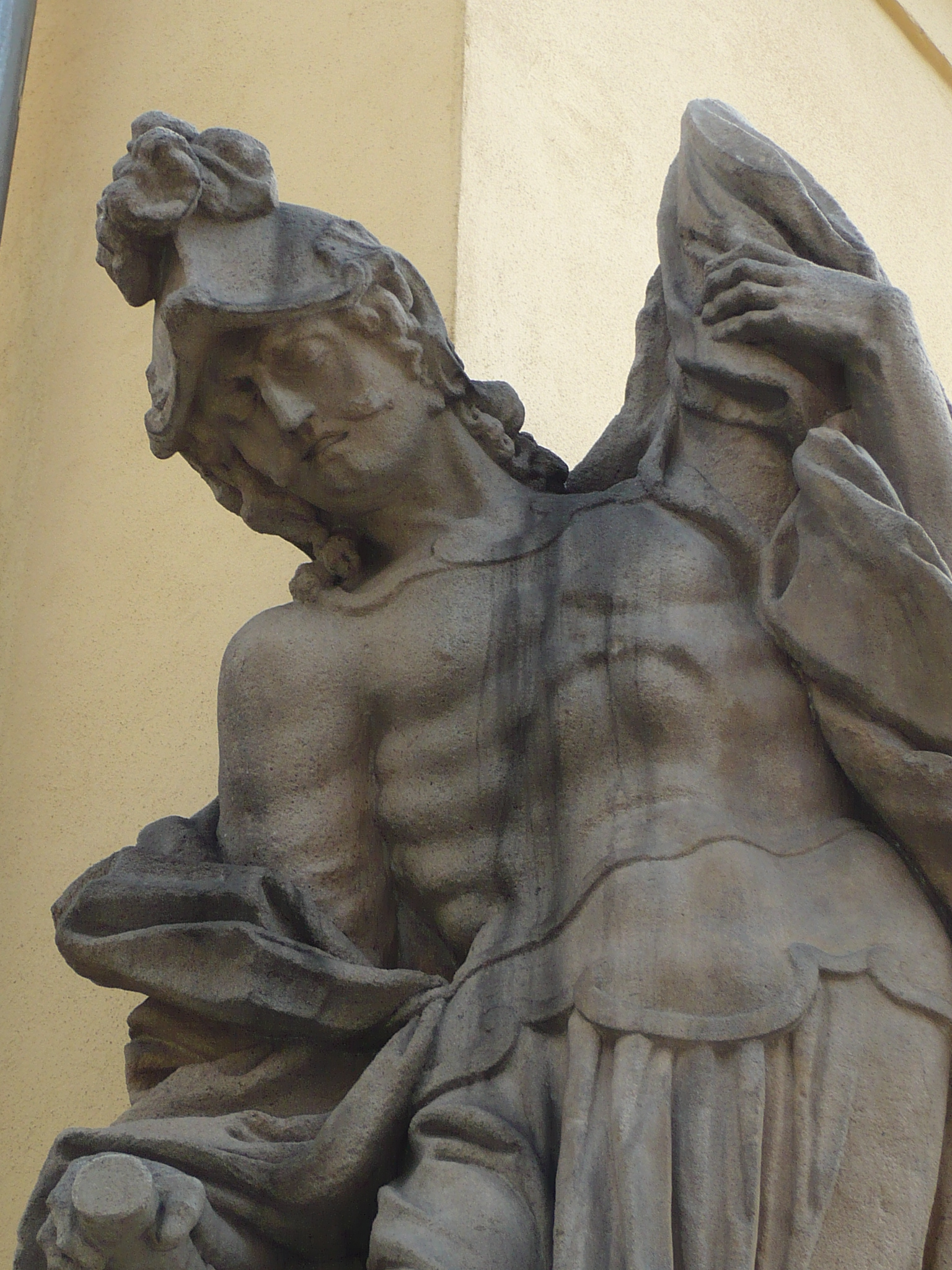